# Station Barten
Station Barten was een station van het smalspoorwegnet van de Rastenburger Kleinbahnen in de Poolse plaats Barciany. Voor 1945 heette deze plaats Barten en lag in het voormalige Oost-Pruisen. 
Het station lag aan de lijnen Barten - Wenden (na 1945: Winda), Barten – Gerdauen (na 1945: Zjeleznodorozjnyj, Oblast Kaliningrad, Rusland) en Barten - Nordenburg (na 1945: Krylowo, Oblast Kaliningrad, Rusland). 
Al deze smalspoorlijnen in het grensgebied van Polen en Rusland zijn na de Tweede Wereldoorlog afgebroken.

## Bron
- (pl)  Barciany, op: website "Poolse Nationale Spoorweg database"
- (de) artikel over de Rastenburger Kleinbahnen op de Duitstalige Wikipedia